# Juan Calero
Juan José Calero Sierra (Ginebra, 5 novembre 1998) è un calciatore colombiano, attaccante del Mineros de Zacatecas.

## Biografia
È il figlio del leggendario portiere del Pachuca, Miguel Calero.

## Carriera
Il 27 aprile 2017 conquista la sua prima CONCACAF Champions League con il Pachuca collezionando 3 presenze nella rassegna continentale.

## Palmarès

### Club

#### Competizioni nazionali
- Campionato messicano: 1

Pachuca: Clausura 2016

#### Competizioni internazionali
- CONCACAF Champions League: 1

Pachuca: 2016-2017